# Sistemática evolutiva

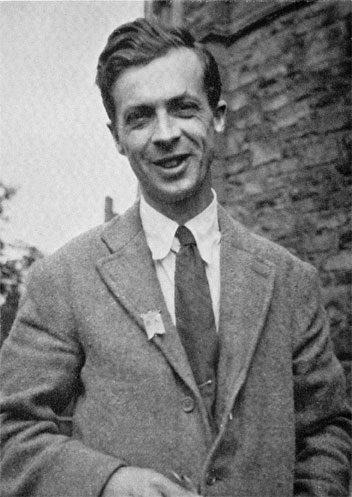
Julian Huxley en 1922, uno de los fundadores de la sistemática evolutiva.

La sistemática evolutiva o evolucionista es una escuela de clasificación que tiene como finalidad determinar no solo la genealogía, sino también la evolución de los diferentes linajes que componen un taxón.

## Historia
La taxonomía linneana fue objeto de crítica por Buffon, quien argumentó que la clasificación mecanicista de las formas externas de la naturaleza debería ser reemplazada por un estudio de la interrelación de las fuerzas naturales y el cambio histórico natural.
Hasta los años 40 del siglo XX, desde Darwin y Haeckel, aplicar la teoría de la evolución a la sistemática, fue con poco éxito. La mayor parte de los trabajos sistemáticos se limitaban a la mera descripción; se describía las especies, se proporcionaban los medios para reconocerlas y se situaban en la jerarquía linneana.
En la década de los 40, se produjo una revolución conceptual en la sistemática; los sistemáticos se empezaron a interesar, no solo por la descripción, sino por el esclarecimiento de la historia y la evolución de los seres vivos. Fruto de estas nuevas inquietudes surgieron tres grandes escuelas sistemáticas: sistemáticas evolutiva, sistemática fenética (o taxonomía numérica) y sistemática filogenética (o cladística).

## La Nueva Sistemática Evolutiva
La Sistemática Evolutiva fue fundada principalmente por J. Huxley, E. Mayr y G. G. Simpson y planteó por primera vez de un modo formal la manera de reconstruir filogenias y de representarlas en forma de clasificaciones.
El punto de partida de esta escuela es un volumen colectivo editado por J. S. Huxley en 1940 titulado The New Systematics. La idea de base era que las especies, que eran el objeto principal de los sistemáticos anteriores, están formadas de poblaciones y que el estudio detallado de dichas poblaciones y de sus variaciones sería particularmente fértil para discernir los procesos evolutivos. La Nueva Sistemática (como se denominó al principio esta escuela) instaba, pues, a centrar la investigación sobre las poblaciones más que sobre las especies.
Para E. Mayr, ornitólogo que desarrolló las ideas de Huxley, era básico que la Nueva Sistemática tomara en consideración los datos proporcionados por disciplinas que entonces estaban en pleno desarrollo, como la citología, la genética, la ecología, la fisiología o la etología, lo cual serviría para contrastar los resultados obtenidos por la morfología, y a prestar una máxima atención a los procesos a expensas de las estructuras.
Otra importante contribución al nuevo planteamiento de la sistemática fue la del paleontólogo G. G. Simpson; según este autor:
- La sistemática tiene como unidad básica la población.
- La variación es un elemento esencial de la naturaleza y de la definición de las poblaciones.
- Las poblaciones son sistemas dinámicos que evolucionan.
- La especie solo puede definirse en términos de dinámica, de evolución, de genética, de relaciones dentro y entre las poblaciones y no en términos de estructuras morfológicas fijas.

## Métodos de la Sistemática Evolutiva
La sistemática evolutiva se fundamenta en la genealogía y en la similitud. Otorga una importancia capital al grado de adaptación para establecer las clasificaciones. El grado de adaptación es una unidad anagenética, es decir, un estado de progreso, de perfección evolutiva.
Para evaluar este nivel de adaptación, la sistemática evolutiva utiliza cuatro criterios principales:
- Discontinuidad morfológica. Si dos taxones son muy diferentes se clasifican en grupos diferentes.
- Nicho adaptativo. Una zona adaptativa excepcional justifica un rango jeráquico más elevado en la clasificación.
- Riqueza de especies. Un grupo que contenga muchas especies tendrá un rango más elevado que uno pobre en especies.
- Monofilia mínima. Los grupos deben descender de un mismo ancestro, pero no contener forzosamente todos los descendientes del mismo.

Los árboles evolutivos obtenidos aplicando estos criterios reciben el nombre de filogramas.

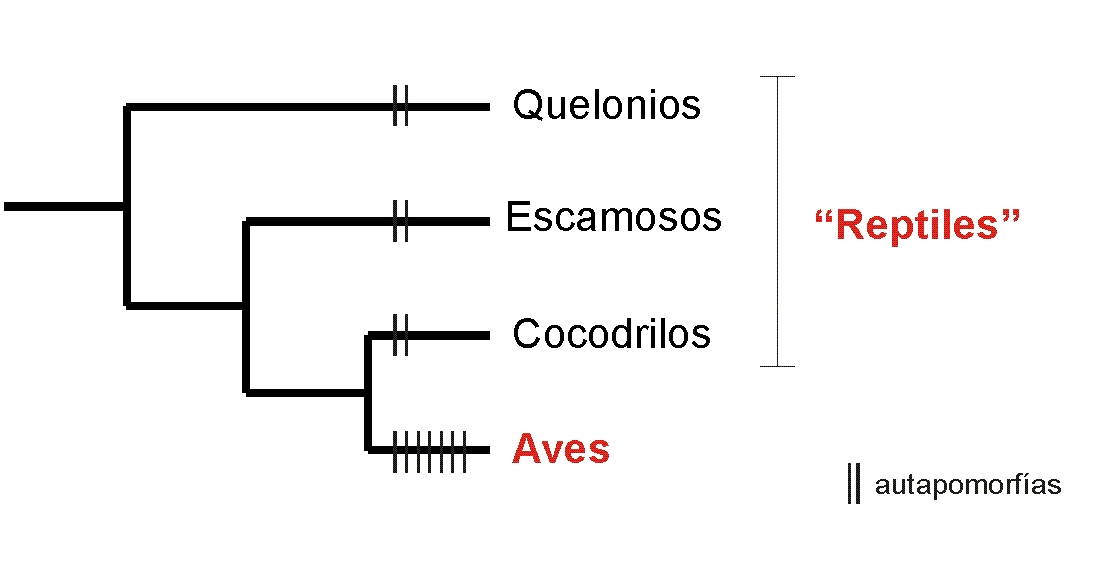
Cladograma en que se muestra la relación de parentesco entre los reptiles actuales y las aves.

Según Mayr, dados dos grupos hermanos, uno puede estar biológicamente muy cercano a la especie ancestral (como los cocodrilos, en el cladograma adjunto), mientras que el otro puede haber adquirido un nuevo nicho adaptativo y haber evolucionado hacia un nuevo tipo (las aves en el cladograma). En estas condiciones, si sus caracteres biológicos se han hecho muy diferentes, estos grupos tendrán un rango diferente en la jerarquía linneana. Para evaluar el grado de diferencia entre grupos hermanos, los evolucionistas se fundamentan en el número de autapomorfías, es decir, de novedades evolutivas exclusivas que determinan el taxón más evolucionado. Así, las relaciones entre las aves y los reptiles actuales son las mostradas en el cladograma siguiente. Según la sistemática evolutiva, dado que las aves han acumulado numerosas autapomorfías, han ocupado un nicho adaptativo totalmente diferente al de los reptiles actuales y poseen muchas más especies que ellos, es justificado separarlas en un taxón propio; el taxón reptiles es monofilético según la sistemática evolutiva (monofilia mínima), pero parafilético según la cladística, ya que no incluye a todos los descendientes del antepasado común de aves y reptiles.
La sistemática evolutiva y la cladística se libraron durante casi veinte años a una controversia en la que el dogmatismo y la mala fe no estuvieron siempre ausentes. No obstante, después de algunos años, un gran consenso se estableció entre los partidarios de la sistemática evolutiva para aceptar el principio fundamental de la sistemática cladística: que los grupos de organismos no pueden establecerse más que sobre la base de caracteres comunes y exclusivos, las sinapomorfías, que puede pensarse que fueron heredados de un ancestro común.